# ژوزه سامن
ژوزه سامن (انگلیسی: José Samyn; ۱۱ مهٔ ۱۹۴۶ – ۲۸ اوت ۱۹۶۹) دوچرخه‌سوار اهل بلژیک بود.
از باشگاه‌هایی که در آن بازی کرده‌است می‌توان به پلفورت–سوواژ–لوژان و تیم دوچرخه‌سواری بیک اشاره کرد.